# ビスマーク・シー (護衛空母)
ビスマーク・シー (USS Bismarck Sea, AVG/ACV/CVE-95) は、アメリカ海軍の護衛空母。カサブランカ級航空母艦の41番艦。艦名はニューギニア北部のビスマルク海の英語表記であり、直接的には1943年のビスマルク海海戦に因む。日本語ではビスマルク・シーと表記する事もある。
1945年2月21日、硫黄島攻防戦で神風特別攻撃隊の突入により沈没した。2019年現在まで，アメリカ海軍の最後に戦没した空母である。

## 艦歴

### 建造
建造時の艦名はアラスカ州南東部アラスカ湾のコロネーション島にあるアリクラ湾に由来した「アリクラ・ベイ (USS Alikula Bay) 」であった。ちなむ。以前に建造中のカサブランカ級護衛空母2番艦にも同名が名付けられたが、進水前に「コーラル・シー (Coral Sea) 」に改称され、後に「アンツィオ (USS Anzio, CVE-57) 」に改称されている。
「アリクラ・ベイ」は1944年4月17日にワシントン州バンクーバーのカイザー造船所で、院議員モンラッド・C・ウォールグレン夫人によって進水し、5月16日に「ビスマーク・シー」に改名、5月20日に海軍に移管し、同日J. L. プラット艦長の指揮下で就役した。

### 1944年 - 1945年
1944年7月から8月にかけて、ビスマーク・シーはカリフォルニア州サンディエゴとマーシャル諸島の間で船団護衛を行う。サンディエゴでの修理および追加の訓練の後にウルシー環礁に向かい、第7艦隊（トーマス・C・キンケイド中将）に合流する。11月12日から11月23日までレイテ島沖での作戦活動に従事した。
1945年1月9日から1月18日にかけてルソン島攻略作戦にともなうリンガエン湾上陸作戦に参加した。この支援作戦は日本陸海軍機の激しい特攻攻撃に晒され、大きな被害を受けた。

### 喪失

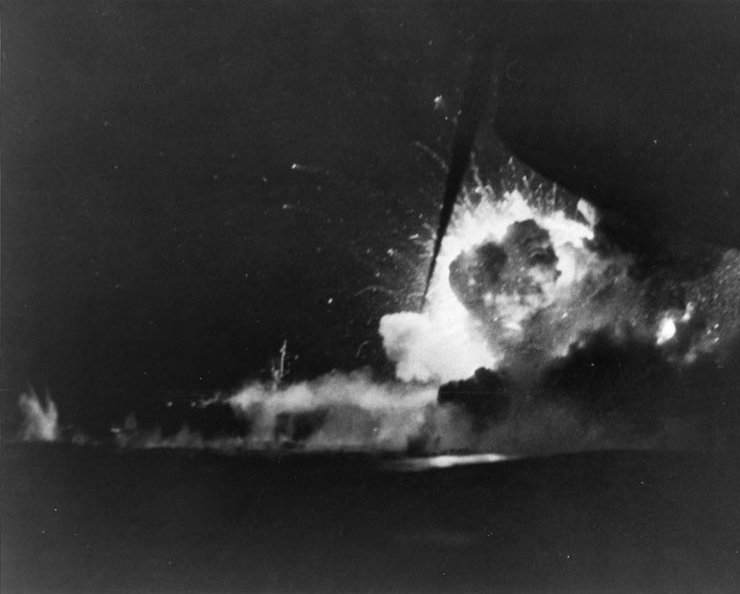
第二御楯特攻隊機の命中により爆発を起こした「ビスマーク・シー」（1945年2月21日）

2月16日、第5艦隊 (U.S. Fifth Fleet) の第58任務部隊は日本列島の関東地方を攻撃した。2月16日、「ビスマーク・シー」以下第52任務部隊（ウィリアム・H・P・ブランディ少将）の護衛空母群は硫黄島沖に到着し、硫黄島攻略作戦の支援を開始した（Operation Detachment、両軍戦闘序列）。この日は朝から天候が優れなかったものの、90機の艦上機が硫黄島攻撃を行った。17日と18日、硫黄島を包囲する連合軍は戦艦「ネバダ (USS Nevada, BB-36) 」など戦艦部隊による艦砲射撃と、空母部隊から発進した艦上機による空襲を繰り返し、2月19日の上陸決行日に向けて露払いを行った。
この頃、第三航空艦隊（寺岡謹平中将）はアメリカ艦隊への反撃作戦をいくつか講じていたが、彼我の戦力差などを考慮して「少数機の部隊を小刻みに発進させて奇襲を行う」という戦法に決定した。これを受け、第三航空艦隊隷下の第六〇一海軍航空隊が特攻部隊を編成する。第六〇一空は彗星12機、天山8機、零戦12機を攻撃隊として用意して「第二御楯特別攻撃隊」と命名し、八丈島を中継して攻撃することとなった。第二御楯特攻隊2月20日に最初の出撃を行ったが、悪天候で引き返した。天候が持ち直した翌2月21日に再び出撃する。八丈島に到着後、部隊は5つに小分けされ、15分間隔で硫黄島近海に向かって出撃していった。この攻撃と並行して、第752海軍航空隊所属の一式陸上攻撃機6機がレーダー欺瞞紙を散布したり、連合軍上陸部隊を爆撃するため、木更津飛行場より発進した。
「ビスマーク・シー」はこの時硫黄島の東方海上にあり、第二御楯特攻隊の攻撃で大破した大型空母「サラトガ (USS Saratoga, CV-3) 」の航空機を収容した他、護衛空母「ウェーク・アイランド (USS Wake Island, CVE-65) 」と「ナトマ・ベイ (USS Natoma Bay, CVE-62) 」の航空機も収容して、艦は航空機であふれかえっていた。ガソリンを抜く暇も無く、航空機は片っ端から格納庫に押し込められていった。
2月21日の日没は18時25分と記録された。その直後、「ビスマーク・シー」の見張りは水平線上に接近してくる3つの目標を発見する。「ビスマーク・シー」は護衛空母「ルンガ・ポイント (USS Lunga Point, CVE-94) 」に向かっていた3つの目標に対して対空砲火を撃ち、1機を撃墜した。一時は「サラトガ」の航空機とも思われた残る2機の特攻機が「ビスマーク・シー」に急速に接近してきたが、一部の機関砲および機銃は射程内に「ルンガ・ポイント」が入ってきたため撃てなかった。やがて、その航空機は右舷後部の40ミリ機関砲座の下に突入し、ハンガーデッキと弾薬庫を破壊。格納してあった航空魚雷4本を叩き落して爆発を起こさせた。その火災は押さえることができたものの、間もなく別の特攻機、あるいは通常の攻撃機から投下された爆弾が後部エレベーターシャフトに命中して海水消火システムを破壊。また、ガソリンを抜き終わっていない航空機の中で爆発したため、格納庫内の航空機、燃料、弾薬に次々と引火して火山の様となった。「ビスマーク・シー」は消火隊が焼死した他、後部にいた乗員が爆発で海に放り出された。
「ビスマーク・シー」は、もはやそれ以上のダメージコントロールが不能となった。最初の特攻機が命中してからわずか15分後、艦の放棄が命じられた。総員退艦の命令は口伝で行われた。「ビスマーク・シー」は爆発を繰り返して右舷側に倒れ、20時8分に犠牲者318名とともに艦尾から沈没していった。搭載されていたF4F艦上戦闘機20機とTBF雷撃機11機も一緒に海中に沈んだ。護衛駆逐艦「エドモンズ (USS Edmonds, DE-406) 」が救助作業を行い、夜間の荒海の中プラット艦長を含む378名を救出。生存者は攻撃輸送艦「ディッケンズ (USS Dickens, APA-161) 」と「ハイランズ (USS Highlands, APA-119) 」に移送され、「エドモンズ」の乗組員30名が傷つき疲れ果てた救助者達に同行した。
ビスマーク・シーは第二次世界大戦の戦功での3つの従軍星章を受章した。